# Hannivka, Iakîmivka
Hannivka (în ucraineană Ганнівка) este un sat în comuna Novodanîlivka din raionul Iakîmivka, regiunea Zaporijjea, Ucraina.

## Demografie
Componența lingvistică a localității Hannivka
     Rusă (56,84%)
     Ucraineană (41,05%)
     Alte limbi (0,53%)
Conform recensământului din 2001, majoritatea populației localității Hannivka era vorbitoare de rusă (56,84%), existând în minoritate și vorbitori de ucraineană (41,05%).